# 2 Корріку
Футбольний клуб «2 Корріку» або просто ФК «2 Корріку» (алб. Klubi Futbollistik 2 Korriku Prishtina; KF 2 Korriku) — професіональний косовський футбольний клуб з міста Приштина. Домашній стадіон клубу — «Фуша Спортіве 2 Корріку», зараз команда виступає в Лізі е Паре, другому за силою чемпіонату Косова.

## Історія
Футбольний клуб «2 Корріку» був заснований в Приштині 1957 року. Раніше виступив у нижчих лігах чемпіонату Югославії. В 1990 році після створення Першої ліги Косова розпочав в ній свої виступи. В 1996 році «2 Корріку» виграв Кубок Косова. В 2000 році вилетів до Другої ліги, а в 2004 році — до Третьої. В 2006 році виграв Третю лігу, а в наступному сезоні 2006/07 років виграв і другу лігу та повернувся до вищого дивізіону, який тепер мав назву «Суперліга». В 2009 році посів 14-те місце та вилетів до першої ліги.
Команда має найкращу футбольну школу в Косово. За останні 20 років, починаючи з 1990 року, ця школа постійно готує футболістів для практично всіх команд Косовської Суперліги.

## Досягнення
- Ліга е Паре
  -  Чемпіон (1): 2006/07

- Кубок Косова
  -  Володар (1): 1996/97

## Відомі гравці
- Лабінот Халіті
- Албан Драгуша
- Етріт Беріша